# Frohnalpstock
Frohnalpstock är ett berg i Schweiz.   Det ligger i distriktet Bezirk Schwyz och kantonen Schwyz, i den centrala delen av landet, 90 km öster om huvudstaden Bern. Toppen på Frohnalpstock är 1 921 meter över havet, eller 555 meter över den omgivande terrängen. Bredden vid basen är 7,3 km. Frohnalpstock ligger vid sjöarna  Vierwaldstättersjön Urnersee Küssnachtersee och Alpnachersee.
Terrängen runt Frohnalpstock är huvudsakligen bergig. Runt Frohnalpstock är det ganska tätbefolkat, med 56 invånare per kvadratkilometer.. 
I omgivningarna runt Frohnalpstock växer i huvudsak blandskog.